# Harry Partch

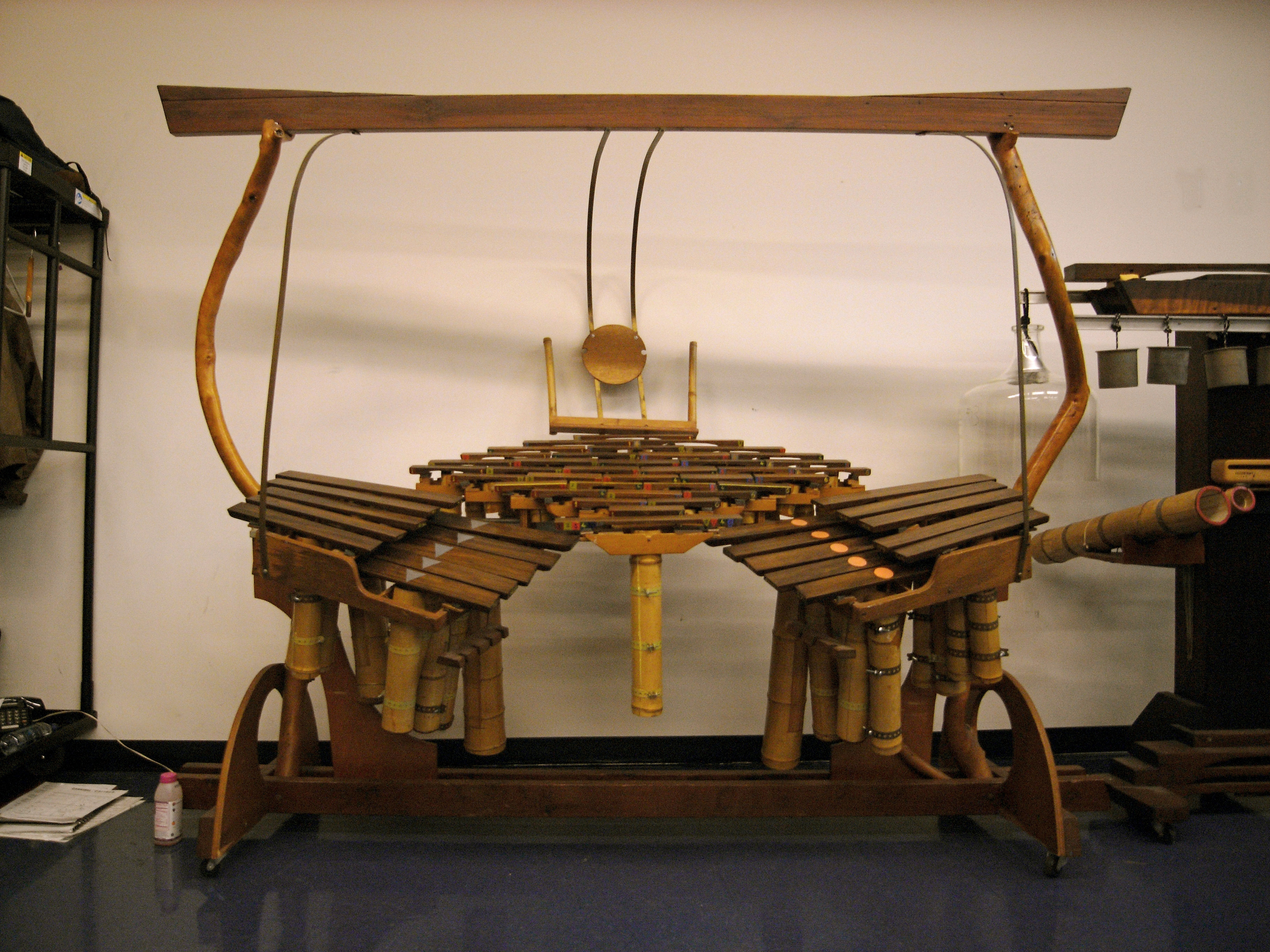
Quadrangularus Reversum (Harry Partch).

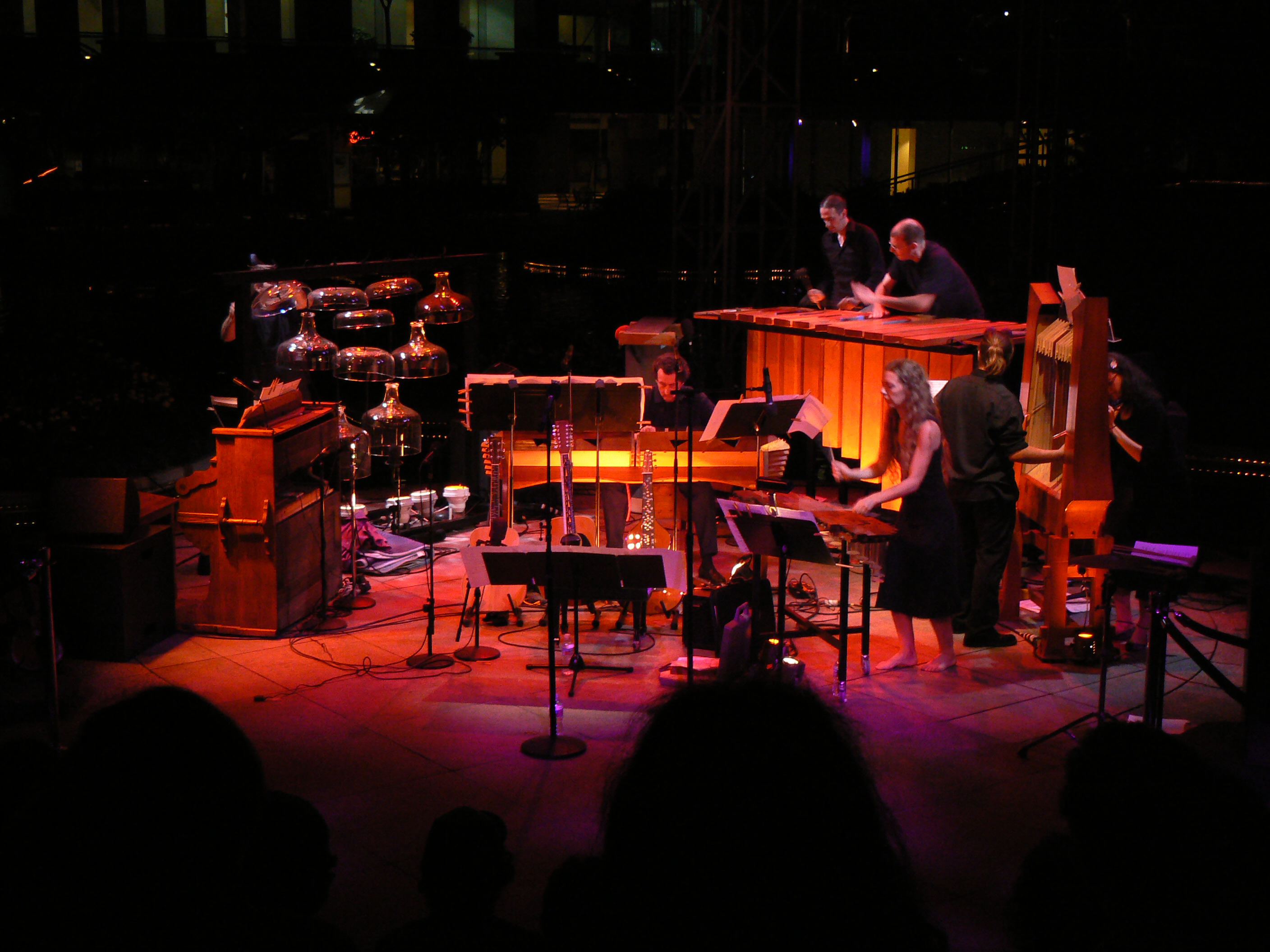

Harry Partch (Oakland, 24 giugno 1901 – San Diego, 3 settembre 1974) è stato un compositore statunitense.

## Biografia
Incoraggiato dalla madre Jennie allo studio della musica, da ragazzo imparò da solo a suonare l'organo positivo, il violino, la cornetta e il mandolino, mentre per la composizione studiò da autodidatta. Fu una delle personalità più individualiste e originali del Novecento. La sua opera occupa un posto particolare nell'evoluzione della musica contemporanea, in particolare è molto rilevante per l'evoluzione della produzione timbrica del suono la sua attività di inventore e adattatore di strumenti musicali, creati utilizzando anche materie naturali o modificando strumenti preesistenti. È inoltre considerato un importante precursore degli happening musicali.
Ha esercitato una notevole influenza anche in ambito rock, come testimoniano gli attestati di stima di artisti quali Tom Waits e Frank Zappa.

## Discografia

### Album
- The World of Harry Partch (Columbia Masterworks MS 7207 & MQ 7207, 1969, out of print) "Daphne of the Dunes", "Barstow", and "Castor & Pollux", conducted by Danlee Mitchell under the supervision of the composer.
- Delusion of the Fury (LP Columbia Masterworks M2 30576, 1971; CD Innova 406, 2001) "Delusion of the Fury", conducted by Danlee Mitchell under the supervision of the composer and "EXTRA: A Glimpse into the World of Harry Partch", composer introduces and comments on the 27 unique instruments built by him.
- Enclosure II (early speech-music works) (Innova 401)
- Enclosure V ("On a Greek Theme") (Innova 405)
- Enclosure VI ("Delusion of the Fury") (Innova 406)
- The Seventeen Lyrics of Li Po (Tzadik, 1995). ASIN B000003YSU.
- Revelation In The Courthouse Park (Tomato Records TOM-3004, 2003)

### Video
- Enclosure I (Innova 400, VHS) Four films by Madeline Tourtelot
- Enclosure IV (Innova 404, VHS) "Delusion", "Music of HP"
- Enclosure VII (Innova 407, DVD) "Delusion", "Dreamer", Bonus Album, "Revelation"
- Enclosure VIII (Innova 399, DVD) Four Films by Madeline Tourtelot: "Music Studio," "Windsong," "U.S. Highball," and "Rotate the Body in All Its Planes," with "The Music of Harry Partch" KEBS-TV documentary, "Barstow" and "Castor and Pollux".
- Musical Outsiders: An American Legacy - Harry Partch, Lou Harrison, and Terry Riley. Directed by Michael Blackwood. (1995)